# Аткінсон (округ, Джорджія)
Шаблон:StateAbbr_ 31°17′ пн. ш. 82°52′ зх. д. / 31.29° пн. ш. 82.87° зх. д.
Округ  Аткінсон (англ. Atkinson County) — округ (графство) у штаті  Джорджія, США. Ідентифікатор округу 13003.

## Історія
Округ утворений 1917 року.

## Демографія
За даними перепису 
2000 року 
загальне населення округу становило 7609 осіб, усе сільське.
Серед мешканців округу чоловіків було 3767, а жінок — 3842. В окрузі було 2717 домогосподарств, 1981 родин, які мешкали в 3171 будинках.
Середній розмір родини становив 3,27.
Віковий розподіл населення поданий у таблиці:
| Стать    | До 15 років | 15-21 | 22-29 | 30-39 | 40-49 | 50-65 | 65-85 | Понад 85 |
| -------- | ----------- | ----- | ----- | ----- | ----- | ----- | ----- | -------- |
| Чоловіки | 971         | 423   | 476   | 592   | 497   | 508   | 269   | 31       |
| Жінки    | 977         | 427   | 450   | 558   | 478   | 547   | 350   | 55       |

## Суміжні округи
- Коффі - північ
- Вер - схід
- Клінч - південь
- Ланьєр - південний захід
- Беррієн - захід

## Виноски
1. ↑  U.S. Decennial Census. United States Census Bureau. Архів оригіналу за 26 квітня 2015. Процитовано 17 червня 2014.
2. ↑  Historical Census Browser. University of Virginia Library. Архів оригіналу за 11 серпня 2012. Процитовано 17 червня 2014.
3. ↑  Population of Counties by Decennial Census: 1900 to 1990. United States Census Bureau. Архів оригіналу за 2 лютого 2019. Процитовано 17 червня 2014.
4. ↑  Census 2000 PHC-T-4. Ranking Tables for Counties: 1990 and 2000 (PDF). United States Census Bureau. Архів оригіналу (PDF) за 18 грудня 2014. Процитовано 17 червня 2014.
5. ↑  State & County QuickFacts. United States Census Bureau. Архів оригіналу за 6 липня 2011. Процитовано 17 червня 2014.(англ.) Наведено за англійською вікіпедією.
6. ↑  American FactFinder. Бюро перепису населення США. Архів оригіналу за 26 лютого 2012. Процитовано 31 січня 2008. [Архівовано 2008-05-21 у Wayback Machine.]

| США | Це незавершена стаття з географії США. Ви можете допомогти проєкту, виправивши або дописавши її. |